# 国家元首旗帜列表
本旗帜列表展示的是部分国家的元首专用旗帜，例如总统旗（President Standard）、皇家旗（Royal Standard）等。
国家元首旗帜的设计，通常是在国旗的基础上增加一些文字图案（例如国徽）、比例调整版本，或者以国旗为蓝本重新设计等等。
世界上绝大部分国家设有国家元首旗帜（通常为总统制、君主制国家），不过有一些国家，例如中华人民共和国、越南、老挝等，不设置国家元首旗帜。
以下国家（包括有限承認國家）依其英文名称首字母排序。

## A

阿布哈兹总统
阿尔巴尼亚总统
阿尔及利亚总统
安哥拉总统
阿根廷总统（陆上用）
阿根廷总统（海上用）
亚美尼亚总统
阿塞拜疆总统
阿塞拜疆总统（军事）

## B

巴哈马君主
巴巴多斯总统
巴林国王
孟加拉国总统
白俄罗斯总统
比利时国王
伯利兹君主
博茨瓦纳总统
巴西总统
文莱苏丹
布基纳法索总统

## C

柬埔寨国王
加拿大君主
智利总统
中华民国总统
哥伦比亚总统
克罗地亚总统
古巴共和国主席
塞浦路斯总统
捷克总统

## D

丹麦国王
多米尼加总统（海上用）
多米尼克总统

## E

厄瓜多尔总统
埃及总统
厄立特里亚总统
爱沙尼亚总统

## F

斐济总统
芬兰总统
法国总统

## G

加蓬总统
冈比亚总统
格鲁吉亚总统
德国总统
加纳总统
希腊总统
格林纳达君主
危地马拉总统
圭亚那总统

## H

海地总统
匈牙利总统

## I

冰岛总统
印度尼西亚总统
爱尔兰总统
以色列总统
以色列总统
以色列总统（海上用旗）
意大利总统
意大利总统

## J

日本皇室
约旦国王

## K

哈萨克斯坦总统
朝鲜国务委员会委员长
韩国总统
科威特埃米尔
吉尔吉斯斯坦总统
肯尼亚总统
肯尼亚总统
肯尼亚总统
肯尼亚总统

## L

拉脱维亚总统
莱索托国王
利比里亚总统
列支敦士登亲王
立陶宛总统

## M

马达加斯加总统
马拉维总统
马来西亚最高元首
马尔代夫总统
马耳他总统
毛里求斯总统
墨西哥总统
墨西哥总统（海上用）
摩尔多瓦总统
莫桑比克总统
摩纳哥亲王
黑山总统（陆上用）
黑山总统（海上用）
摩洛哥国王
摩洛哥国王

## N

纳米比亚总统
荷兰国王
挪威国王
尼日利亚总统
尼日利亚总统

## O

阿曼苏丹

## P

巴基斯坦总统
巴勒斯坦总统
巴拿马总统
巴布亚新几内亚君主
巴拉圭总统
秘鲁总统
菲律宾总统
波兰总统
葡萄牙总统

## R

罗马尼亚总统
俄罗斯总统
卢旺达总统

## S

圣基茨和尼维斯君主
圣卢西亚君主
圣文森特和格林纳丁斯君主
沙特阿拉伯国王
塞尔维亚总统
塞舌尔总统
塞拉利昂总统
新加坡总统
斯洛伐克总统
斯洛文尼亚总统
所罗门群岛君主
索马里兰总统
西班牙国王
苏丹总统
苏里南总统
斯威士兰国王
瑞典国王
瑞典国王（军事）
叙利亚总统
斯里兰卡总统

## T

塔吉克斯坦总统
坦桑尼亚总统
泰国国王
汤加国王
特立尼达和多巴哥总统
突尼斯总统
土耳其总统
土库曼斯坦总统
图瓦卢君主

## U

乌干达总统
乌克兰总统
阿拉伯联合酋长国总统
英国君主
英国君主（在苏格兰）
美国总统

## V

瓦努阿图总统
教皇
委内瑞拉总统

## Y

也门总统

## Z

赞比亚总统
津巴布韦总统

## N/A

巴什科尔托斯坦共和国首脑
楚瓦什共和国首脑
马里埃尔共和国首脑
北奥塞梯-阿兰共和国首脑
达吉斯坦共和国首脑
卡累利阿共和国首脑
萨哈共和国首脑
波黑塞族共和国总统
北塞浦路斯土耳其共和国总统
德涅斯特河沿岸总统
伊拉克库尔德斯坦总统
东印度尼西亚国总统

## 歷史上國家元首旗幟列表

阿尔巴尼亚国家元首
阿尔巴尼亚总统
奥地利总统
巴貝多女王
白俄罗斯总统
緬甸总统
保加利亚沙皇
保加利亚沙皇
保加利亚总统
保加利亚总统
保加利亚总统
巴西总统
巴西总统
巴西总统
巴西总统
中華民國大元帥
國民政府主席
中華民國總統
捷克斯洛伐克总统
捷克斯洛伐克总统
捷克斯洛伐克总统
波西米亚和摩拉维亚保护国总统
多米尼加总统（旧版本）
芬兰总统
加蓬总统
圭亚那总统
圭亚那总统
埃及总统
埃及总统
埃及总统
联邦大总统
德意志國元首
东德总统
东德总统
东德总统
东德总统
东德总统
东德国务委员会主席
东德国务委员会主席
希腊國王
希腊总统
希腊总统
匈牙利总统
印度皇帝
印度总统
義大利國王
意大利总统
意大利总统
意大利总统
尼日利亚总统
哈萨克斯坦总统
俄罗斯总统
苏丹总统
苏丹总统
南非总统
南非总统
斯洛伐克总统
塞舌尔总统
叙利亚总统
叙利亚总统
叙利亚总统
马达加斯加总统
马达加斯加总统
马达加斯加总统
马达加斯加总统
马达加斯加总统
马达加斯加总统
莫桑比克总统
莫桑比克总统
巴拉圭总统
巴基斯坦总统
美国副总统
美国副总统
美国总统
美国总统
美国总统
美国总统
阿联酋总统
委内瑞拉总统
委内瑞拉总统
越南共和国总统
越南共和国总统
南斯拉夫总统
南斯拉夫总统
南斯拉夫总统
南斯拉夫总统
南斯拉夫总统
扎伊尔总统
阿富汗总统
滿洲國皇帝
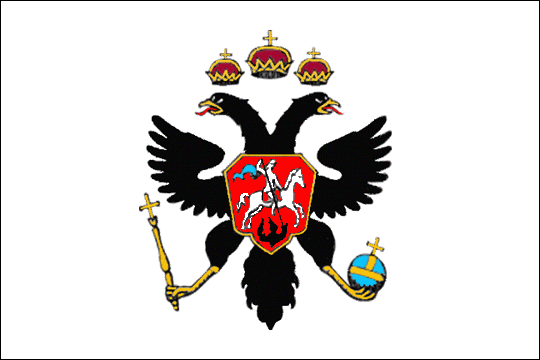
莫斯科大公
教皇
教皇
教皇
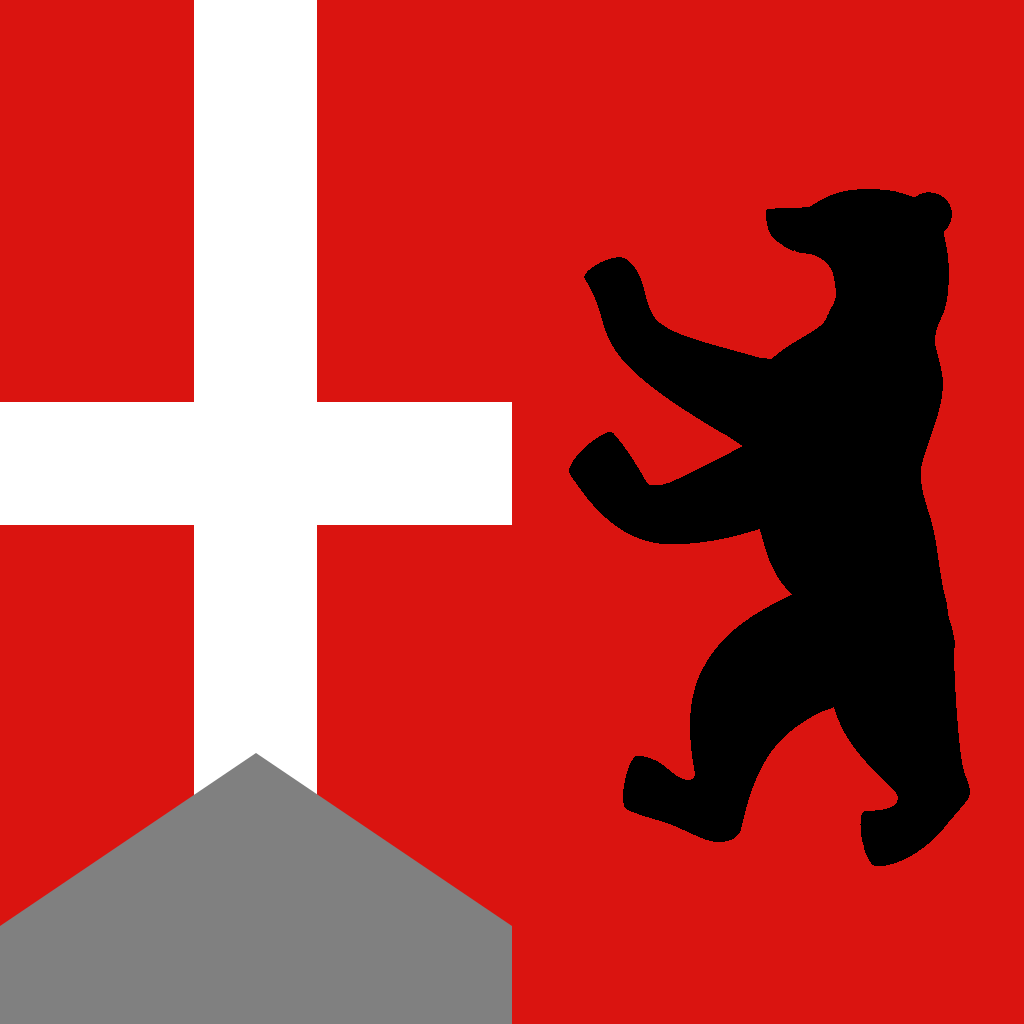
教皇
教皇
朝鲜國王
大韓帝國皇帝
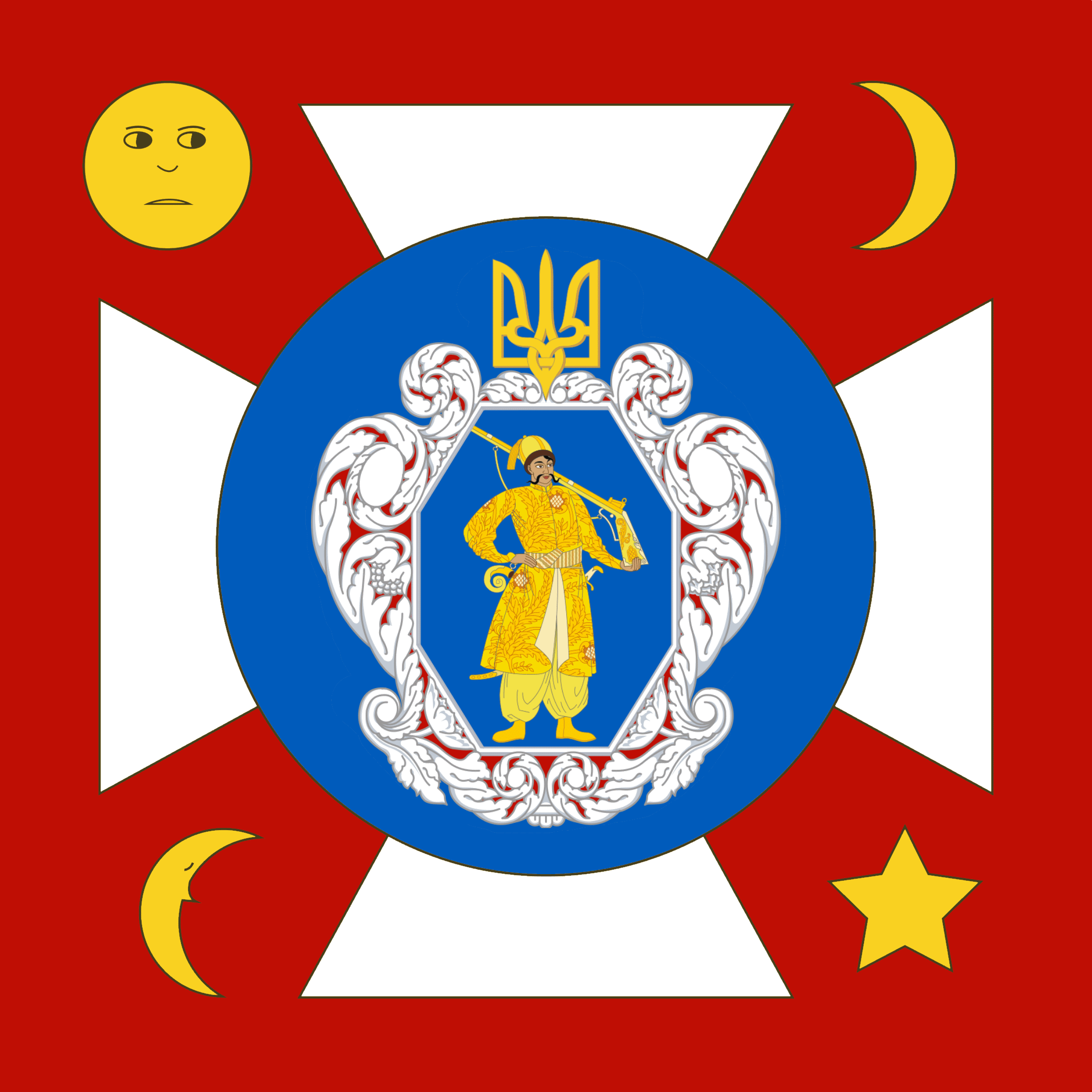
烏克蘭酋長（英语：Hetman of all Ukraine）
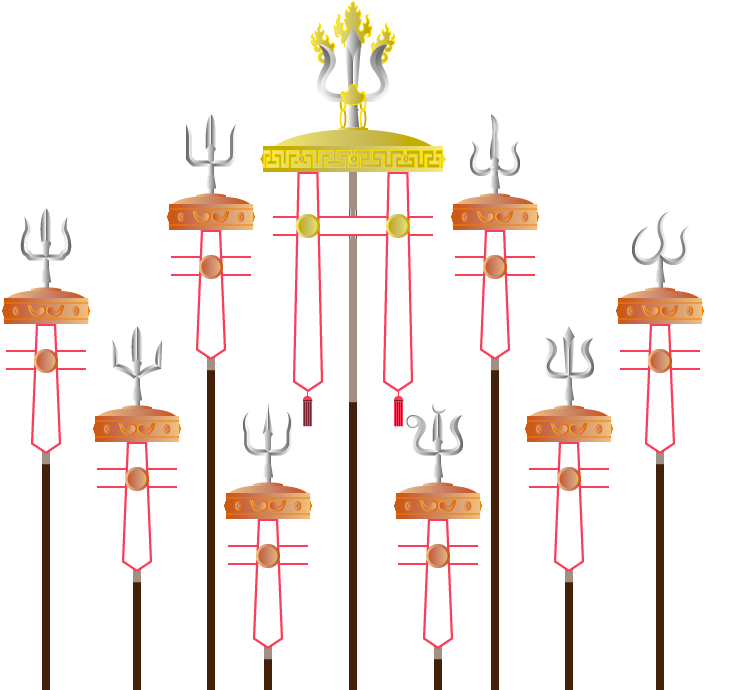
蒙古大汗